# Ernst Zeidenzopf
Ernst Zeidenzopf, död 20 januari 1734 i Växjö, var en svensk domkyrkoorganist i Växjö församling.

## Biografi
Zeidenzopf blev 1685 kantor i Växjö församling. Han var även musiklärare vid Växjö gymnasium. Han bildade ett musiksällskap tillsammans med domkyrkoorganisten Arwed Larsson Thorsell. Zeidenzopf tog 1715 tog över domkyrkoorganisttjänsten efter Thorsell. Zeidenzopf avled 20 januari 1734 i Växjö.